# Microcosmos : Le Peuple de l'herbe
Pour le groupe de musique électronique, voir Le Peuple de l'herbe.
 (octobre 2020).
Si vous disposez d'ouvrages ou d'articles de référence ou si vous connaissez des sites web de qualité traitant du thème abordé ici, merci de compléter l'article en donnant les références utiles à sa vérifiabilité et en les liant à la section « Notes et références ».
Pour plus de détails, voir Fiche technique et Distribution.
Microcosmos : Le Peuple de l'herbe est un film français de 1996 consacré aux petites bêtes (notamment aux insectes, mais pas uniquement). Il est filmé à l'aide de caméras macro spécialement créées pour l'occasion. Microcosmos est considéré comme le documentaire le plus novateur fait sur les insectes, récompensé par de nombreux Césars.

## Fiche technique
- Réalisation : Claude Nuridsany et Marie Pérennou
- Photographie : Claude Nuridsany, Marie Pérennou, Hughes Ryffel, Thierry Machado
- Montage : Marie-Josèphe Yoyotte et Florence Ricard qui ont obtenu conjointement le César du meilleur montage 1997 pour ce film.
- Son : Philippe Barbeau
- Musique : Bruno Coulais
- Production : Jacques Perrin
- Pays :  France
- Format : couleurs - 1,66:1 - 35 mm - Son Dolby Stéréo
- Durée : 75 minutes
- Dates de sortie en salles :
  - Suisse : 6 septembre 1996
  - France et Italie : 20 novembre 1996
- Tous publics

## Distribution
Les « acteurs » du film, insectes et autres animaux de la terre et de l'eau, sont, par ordre d'apparition à l'écran : 
- la Coccinelle à sept points ;
- le papillon Machaon ;
- la Chenille arpenteuse ;
- l'abeille butinant la fleur de sauge ;
- la chenille de la Grande Queue-fourchue ;
- les Escargots de Bourgogne ;
- les chenilles nouveau-nées du papillon Jason ;
- l'araignée Argiope frelon ;
- le Bombyle ;
- les Chenilles processionnaires ;
- les Fourmis rousses ;
- les Fourmis moissonneuses ;
- les guêpes Polistes ;
- le Scarabée sacré ;
- le Faisan ;
- les Araignées d'eau ;
- les Notonectes ;
- l'araignée Argyronète ;
- les libellules Agrions jouvencelles ;
- l'abeille Eucera (en) amoureuse de l'Orchidée Ophrys ;
- la plante carnivore Droséra ;
- le Scarabée rhinocéros ;
- l'Iule ;
- les Lucanes Cerfs-Volants ;
- les chenilles Bucéphales ;
- le Diablotin (jeune empuse commune), en vedette sur l'affiche française ;
- le papillon Grand paon de nuit ;
- le moustique Cousin achevant sa métamorphose.

Le narrateur, dont la présence se résume à quelques phrases introductives en voix off au début du film, est Jacques Perrin pour la version française (Kristin Scott Thomas pour la version anglaise).

## Production
Avant même de commencer le tournage, il a été nécessaire d'inventer des outils sur mesure pour filmer les « personnages » du film, les insectes, comme sont filmés les acteurs dans les films de fiction : pouvoir accompagner leurs actions avec des travellings, mouvements de grue et autres panoramiques, de façon à leur donner la stature de véritables protagonistes. Après deux ans d'efforts, un « motion control » (robot commandant à distance tous les mouvements de caméra) a pu être opérationnel, grâce au spécialiste des moteurs pas à pas Romano Prada. C'est une grosse caméra 35 mm guidée du bout des doigts avec une précision au dixième de millimètre et sans vibrations. Cette machine de 300 kilos fut accrochée au plafond en béton du studio de prises de vues, construit spécialement pour le film dans un petit village du Causse Comtal, au-dessus d'une prairie reconstituée. Plus des trois quarts du film ont été ainsi filmés en studio, mais un studio situé en plein champ dans une prairie de l'Aveyron. Presque chaque scène du film est un mélange de plans tournés en extérieur, tout autour du studio et de plans effectués à l'aide du « motion control ».
L'univers sonore du film est un mélange entre des sons réels, captés sur le terrain avec des microphones spéciaux, et des sons créés par le « sound designer » et monteur son Laurent Quaglio, lors du montage du film. Les bruits d'insectes les plus faibles ou les plus difficiles à capter ont été enregistrés individuellement dans une chambre anéchoïque de l'INRA puis retravaillés. Après discussion avec les réalisateurs. Bruno Coulais, compositeur de la musique, a travaillé en concertation étroite avec le monteur son de telle sorte que, souvent, on ne sait pas si les sons entendus sont dus à des instruments de musique ou aux insectes.
Microcosmos a nécessité deux ans d'écriture pour le scénario, deux ans de préparation, trois ans de tournage et neuf mois de montage et mixage.
Claude Nuridsany et Marie Pérennou, les réalisateurs de Microcosmos, ont ensuite réalisé Genesis (sorti en 2004), un « conte naturel » dans lequel un griot raconte la création du monde, la naissance de l'univers, la formation de la Terre, l'apparition de la vie, la sortie de l'eau, la conquête du « paradis terrestre ». Ils tournent ensuite La Clé des champs (sorti en 2011).

## Box office

### En France
En France, le film attire 1,2 million de personnes en salles en trois semaines. Il dépasse les 2 millions de spectateurs à sa septième semaine d'exploitation, et atteint 2,6 millions d'entrées à la onzième semaine. Sur l'ensemble de son exploitation en salles, Microcosmos réunit un peu plus de 3,37 millions d'entrées.

### Hors de France
Microcosmos a reçu un bel accueil en Allemagne, en Suisse, en Belgique, au Japon, en Corée du Sud et même aux États-Unis[réf. nécessaire]. En Allemagne, le film attire un peu plus de 600 000 personnes. Aux États-Unis, le film fait environ 357 000 entrées. Il rapporte 35 189 $ durant son premier week-end d'exploitation, et cumule 1 573 842 $ de recettes au total. 
Le film cumule environ 6,3 millions d'entrées dans le monde, et engrange environ 27 425 790 $ de recettes.

## Distinctions

### Récompenses
- Festival de Cannes 1996 : Grand Prix Technique de la Commission supérieure technique de l'image et du son pour Claude Nuridsany et Marie Pérennou (le film est présenté hors compétition)[8]
- Césars 1997 : 
  - César du meilleur montage pour Marie-Josèphe Yoyotte et Florence Ricard
  - César de la meilleure musique originale pour Bruno Coulais
  - César de la meilleure photographie pour Claude Nuridsany et Marie Pérennou
  - César du meilleur son pour Philippe Barbeau, Bernard Leroux et Laurent Quaglio
  - César du meilleur producteur pour Jacques Perrin

- Festival du film de Gand 1996 : Prix Georges Delerue pour Bruno Coulais
- Festival international du film de Locarno 1996 : Prix du public UBS
- Society of Texas Film Critics Awards 1997 : Meilleur documentaire

- Au lancement du projet, le film bénéficie du prix spécial Aide à la Création pour l'année 1992 de la Fondation Gan pour le Cinéma.

### Nominations
- Critics' Choice Movie Awards 1997 : nommé pour le meilleur documentaire
- Césars 1997 : 
  - Nommé pour le César du meilleur premier film
  - Nommé pour le César du meilleur film

## Édition en vidéo
En juillet 1997, le film est édité en DVD par les éditions Montparnasse. Cela constitue avec Les Enfants de Lumière la première commercialisation en Europe de film en DVD. Le film est également édité en Blu-Ray par Pathé et cassette vidéo VHS.